# Ophiocoma macroplaca
Ophiocoma macroplaca är en ormstjärneart som först beskrevs av Hubert Lyman Clark 1915.  Ophiocoma macroplaca ingår i släktet Ophiocoma och familjen Ophiocomidae.
Artens utbredningsområde är Röda havet. Inga underarter finns listade i Catalogue of Life.